# Église Saint-Martin de Gensac-la-Pallue
Pour les articles homonymes, voir Église Saint-Martin.
L'église Saint-Martin est une église catholique située sur la commune de Gensac-la-Pallue, dans le département de la Charente, en France.

## Historique
L'édifice est classé au titre des monuments historiques par la liste de 1862.

## Description
Elle se caractérise par un vaisseau à voûte d'ogives avec coupoles sur pendentifs.